# یواس‌اس شوکوکون (۱۸۶۲)
یواس‌اس شوکوکون (۱۸۶۲) (به انگلیسی: USS Shokokon (1862)) یک کشتی بود که طول آن 181' بود. این کشتی در سال ۱۸۶۲ ساخته شد.